# Тупичевская сельская община
Тупичевская сельская общи́на (укр. Тупичівська сільська громада) — территориальная община в Черниговском районе Черниговской области Украины. Административный центр — село Тупичев.
Население — 4 021 человек. Площадь — 281,0 км².
Количество учреждений, оказывающих первичную медицинскую помощь — 7.

## История
Тупичевская сельская община была создана 7 августа 2017 года путём объединения Буровского, Великолиственского, Тупичевского  сельсоветов Городнянского района.
12 июня 2020 года в состав общины вошли территории Выхвостовского, Ивашковского, Куликовского сельсоветов Городнянского района (1923-2020) — ликвидированная Выхвостовская сельская объединённая территориальная община.
17 июля 2020 года община вошла в состав нового Черниговского района.

## География
Община граничит с Репкинской, Городнянской, Седневской, Киселёвской общинами. Реки: Крюкова.

## Населённые пункты
- Безиков
- Буровка
- Великий Листвен
- Выхвостов
- Долгое
- Ивашковка
- Куликовка
- Перше Травня
- Развиновка
- Тупичев
- посёлок Тополевка